# Petra Overzier

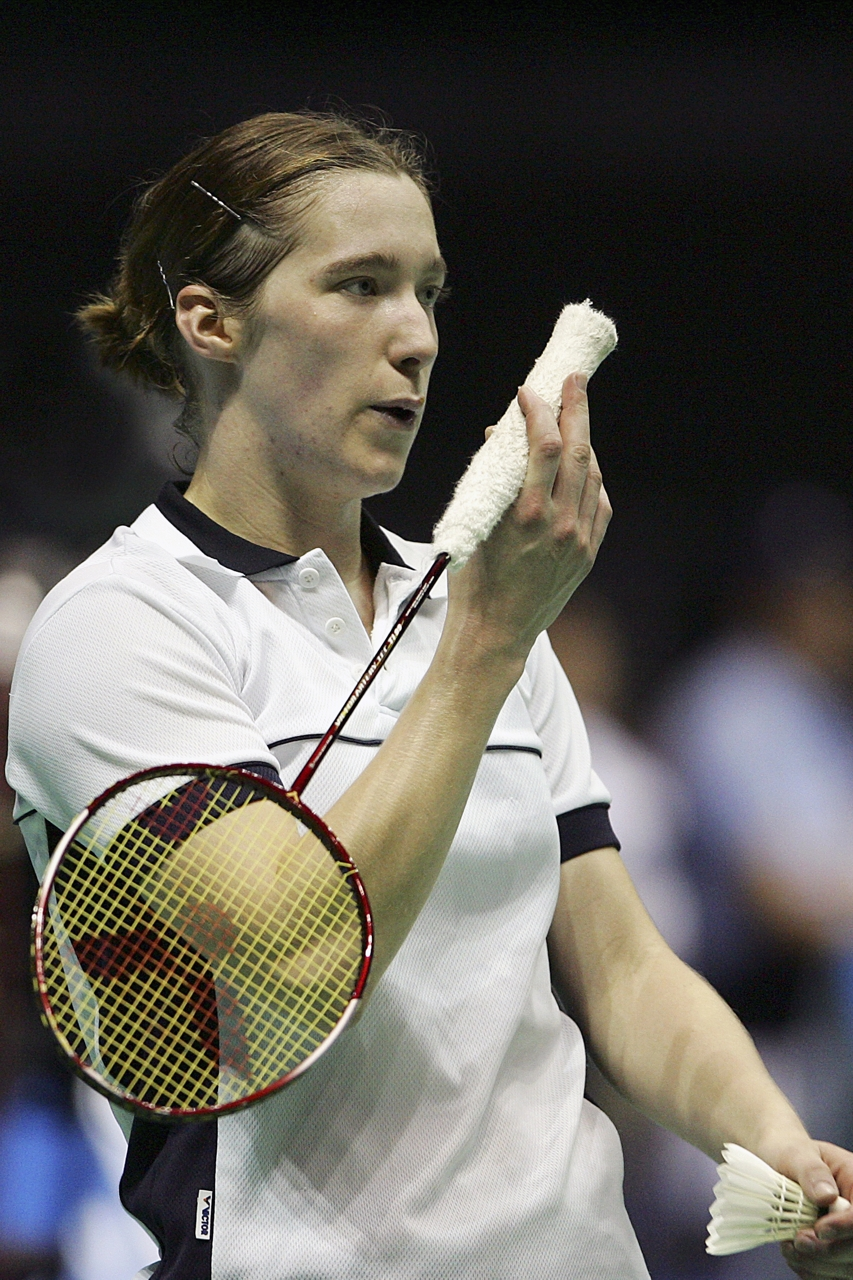
Petra Reichel

Petra Overzier (* 8. März 1982 in Köln, verheiratete Petra Reichel) ist eine deutsche Badminton-Spielerin.
Petra Reichel ist gelernte Industriekauffrau und hat Sport- und Touristikmanagement studiert.

## Sportliche Karriere
Petra Overzier gewann sechsmal den Deutschen Juniorenmeistertitel und zweimal die Deutsche Meisterschaft im Dameneinzel. Im Jahr 2003 wechselte sie zum 1. BC Beuel, mit dem sie 2005 deutscher Mannschaftsmeister wurde. In den Jahren, in denen sie nur Finalistin bei den Deutschen Meisterschaften im Dameneinzel war, verlor sie jeweils gegen Xu Huaiwen. Im Zeitraum Januar bis August 2005 nahm sie eine Auszeit vom Badmintonsport. 2006 gewann sie als erste in Deutschland gebürtige Spielerin eine Medaille bei den Individual-Badmintonweltmeisterschaften in Madrid im Dameneinzel.
Am 1. Februar 2007 gab sie eine Karrierepause bekannt, da sie schwanger war. Im Juni 2007 gab Petra Reichel ihre Hochzeit mit Boris Reichel bekannt. Mit dem 1. Juni 2007 folgte Petra Reichel ihrem Ehemann zum 1. BV Mülheim in der Vereinszugehörigkeit. Gemeinsam mit Michaela Peiffer, Gregory Schneider, Alexander Roovers, Steffen Hohenberg und Adrian Gevelhoff stiegen beide zur Saison 2008/09 in die 2. Bundesliga Nord auf.
Auch ihre jüngere Schwester, Birgit Overzier, ist eine erfolgreiche Badmintonspielerin.

## Erfolge
| Jahr | Titel                                                       |
| ---- | ----------------------------------------------------------- |
| 1999 | Jugend-Europameisterin Mannschaft                           |
| 1999 | Jugend-Europameisterin Dameneinzel                          |
| 1999 | Jugend-Europameisterin Damendoppel                          |
| 2001 | Jugend-Europameisterin Mannschaft                           |
| 2001 | Bronze Jugendeuropameisterschaft Dameneinzel                |
| 2002 | Siegerin Canadian Open Dameneinzel                          |
| 2002 | Deutsche Meisterin Dameneinzel                              |
| 2003 | Finalistin Spanish Open Dameneinzel                         |
| 2003 | Deutsche Meisterin Dameneinzel                              |
| 2004 | Finalistin Bitburger Open Dameneinzel                       |
| 2004 | Siegerin Dutch Open Dameneinzel                             |
| 2004 | Siegerin Norwegian International Dameneinzel                |
| 2004 | Finalistin Deutsche Meisterschaft im Dameneinzel            |
| 2005 | Siegerin Australian Open Dameneinzel                        |
| 2006 | Bronze Dameneinzel Individual-WM                            |
| 2006 | Siegerin Belgian International Dameneinzel                  |
| 2006 | Siegerin Spanish Open Dameneinzel                           |
| 2006 | Siegerin Internationale finnische Meisterschaft Dameneinzel |
| 2006 | Siegerin Dutch Open Dameneinzel                             |
| 2006 | Finalistin Deutsche Meisterschaft im Dameneinzel            |
| 2008 | Halbfinalistin Deutsche Meisterschaft Dameneinzel           |
| 2008 | Bronze Mannschaftseuropameisterschaft                       |

## Auszeichnungen
- 2006 Sportlerin des Jahres in Nordrhein-Westfalen